# العلاقات الغرينادية الكرواتية
العلاقات الغرينادية الكرواتية هي العلاقات الثنائية التي تجمع بين غرينادا وكرواتيا.

## مقارنة بين البلدين
هذه مقارنة عامة ومرجعية للدولتين:
| وجه المقارنة                                              | غرينادا                                | كرواتيا                                                  |
| --------------------------------------------------------- | -------------------------------------- | -------------------------------------------------------- |
| المساحة (كم2)                                             | 348                                    | 56.59 ألف                                                |
| عدد السكان (نسمة)                                         | 107.83 ألف                             | 4.11 مليون                                               |
| الكثافة السكانية (ن./كم²)                                 | 30.99 ألف                              | 72.63                                                    |
| العاصمة                                                   | سانت جورجز                             | زغرب                                                     |
| اللغة الرسمية                                             | لغة إنجليزية، إنكليزية غرنادة المولدة ‏ | اللغة الكرواتية                                          |
| العملة                                                    | دولار شرق الكاريبي                     | كونا كرواتية                                             |
| الناتج المحلي الإجمالي (بليون دولار)                      | 1.12 مليار                             | 54.85 مليار                                              |
| الناتج المحلي الإجمالي (تعادل القوة الشرائية) بليون دولار | 1.45 مليار                             | 94.64 مليار                                              |
| الناتج المحلي الإجمالي الاسمي للفرد دولار أمريكي          | 9.21 ألف                               | 11.54 ألف                                                |
| الناتج المحلي الإجمالي للفرد دولار أمريكي                 | 12.43 ألف                              | 21.64 ألف                                                |
| مؤشر التنمية البشرية                                      | 0.750                                  | 0.818                                                    |
| رمز المكالمات الدولي                                      | +1473                                  | +385                                                     |
| رمز الإنترنت                                              | .gd                                    | .hr                                                      |
| المنطقة الزمنية                                           | 00                                     | توقيت وسط أوروبا، ت ع م+01:00، ت ع م+02:00، أوروبا/زغرب ‏ |

## منظمات دولية مشتركة
يشترك البلدان في عضوية مجموعة من المنظمات الدولية، منها:
| علم المنظمة | اسم المنظمة                               | تاريخ انضمام غرينادا | تاريخ انضمام كرواتيا |
| ----------- | ----------------------------------------- | -------------------- | -------------------- |
|             | الاتحاد البريدي العالمي                   | ?                    | ?                    |
|             | يونسكو                                    | 17 فبراير 1975       | 1 يونيو 1992         |
|             | البنك الدولي للإنشاء والتعمير             | 27 أغسطس 1975        | 25 فبراير 1993       |
|             | منظمة التجارة العالمية                    | ?                    | ?                    |
|             | وكالة ضمان الاستثمار متعدد الأطراف        | 12 أبريل 1988        | 19 مارس 1993         |
|             | الاتحاد الدولي للاتصالات                  | 17 نوفمبر 1981       | 3 يونيو 1992         |
|             | منظمة الشرطة الجنائية الدولية             | ?                    | ?                    |
|             | مؤسسة التمويل الدولية                     | 28 أغسطس 1975        | 25 فبراير 1993       |
|             | الأمم المتحدة                             | 17 سبتمبر 1974       | 22 مايو 1992         |
|             | مؤسسة التنمية الدولية                     | 28 أغسطس 1975        | 25 فبراير 1993       |
|             | منظمة حظر الأسلحة الكيميائية              | ?                    | ?                    |
|             | المركز الدولي لتسوية المنازعات الاستشارية | 23 يونيو 1991        | 22 أكتوبر 1998       |

## وصلات خارجية
- موقع وزارة الخارجية الكرواتية